# Alektra Blue
Alektra Blue (Phoenix, Arizona; 9 de junio de 1983) es una actriz pornográfica estadounidense.

## Biografía
Aunque nació en Phoenix, Alektra Blue se crio en Dallas, en el estado Texas.
Llega al porno a finales de 2004 de la mano de Taryn Thomas estrenando poco después sus primeras películas: Club's room service y Control 2, de Digital Playground. Posteriormente es frecuente verla en producciones de tipo gonzo para estudios como 21Sextury, Zero Tolerance y Third Degree Films.
En 2006 se hace con el F.A.M.E. Awards junto a Brandy Talore a la mejor actriz revelación del año. En marzo de 2008 es fichada por Wicked Pictures compañía con la que ya había colaborado en sus inicios rodando Art of love (2005). Fallen y la lésbica Predator 2 (dirigida por Stormy) suponen su debut como Wicked Girl.
En abril de 2008 fue elegida Pet of the Month de la revista Penthouse.
Aparece en el videoclip Telephone de Lady Gaga y Beyoncé.

## Premios
- 2006 : F.A.M.E. Awards - A la mejor actriz revelación (compartido con Brandy Talore)
- 2010 : AVN Award – Mejor escena sexal en groupo   – 2040
- 2011 : AVN Award – The Fan Awards – Mejor Cuerpo